# ورنن (میشیگان)
ورنن، میشیگان (به انگلیسی: Vernon, Michigan) یک منطقهٔ مسکونی در ایالات متحده آمریکا است که در شهرستان شیاواسه، میشیگان واقع شده‌است.

## خصوصیات
ورنن ۱٫۸۴ کیلومترمربع مساحت و ۷۸۳ نفر جمعیت دارد و ۲۳۸ متر بالاتر از سطح دریا واقع شده‌است.